# Steffen Tigges
Steffen Tigges (sinh ngày 31 tháng 7 năm 1998) là một cầu thủ bóng đá chuyên nghiệp người Đức, chơi ở vị trí tiền đạo cho câu lạc bộ Borussia Dortmund đang thi đấu tại Bundesliga.

## Đời tư
Người anh em song sinh của anh là Leon Tigges cũng là 1 cầu thủ bóng đá, hiện đang chơi cho Vfl Vichttal.